# Olivflanken-Schnäppertyrann
Der Olivflanken-Schnäppertyrann (Contopus cooperi) auch Fichtentyrann ist eine mittelgroße Vogelart aus der Familie der Tyrannen (Tyrannidae), die in den kaltgemäßigten Nadelwäldern und westlichen Bergwäldern Nordamerikas beheimatet ist. Trotz seiner recht unscheinbaren Färbung ist er mit seiner Vorliebe für sehr prominente Sitzwarten und dem markanten Gesang eine recht auffällige Art. Auf Englisch wird seine durchdringend laute Gesangsstrophe scherzhaft, aber treffend, mit “quick, three beers!” („Schnell, drei Bier!“, Hörbeispiel) beschrieben.

## Beschreibung
Der Olivflanken-Schnäppertyrann ist mit einer Körperlänge von 18 bis 20 cm etwa so groß wie ein Star, jedoch mit 32–37 g bedeutend leichter. Der Kopf wirkt groß, der Schnabel kräftig und der Schwanz im Vergleich zu dem anderer Tyrannen-Arten kurz. Die Geschlechter unterscheiden sich nicht. Das Gefieder der Oberseite ist insgesamt dunkel graubraun mit undeutlichen, hellen Flügelbinden und hellen Säumen auf Schirmfedern und inneren Armschwingen. Die Unterseite ist überwiegend weißlich bis hellgrau, wobei sich die streifig-graubraun getönten Flanken wie eine offene Weste von der weißen Kehle und der Brust- und Bauchmitte absetzen. Der Oberschnabel ist schwärzlich, der Unterschnabel hornfarben hell mit dunkler Spitze.
Das Jugendkleid ähnelt dem adulter Vögel, ist aber oberseits bräunlicher mit beigen statt weißlichen Säumen an den Flügelfedern.
Vögel im südwestlichen Verbreitungsgebiet sind etwas größer und werden daher manchmal als Unterart C. c. marjorinus von der Nominatform abgeteilt. Meist wird die Art aber als monotypisch angesehen.

## Verbreitung
Das Brutgebiet des Olivflanken-Schnäppertyrannen erstreckt sich über die boreale Nadelwaldzone Nordamerikas sowie entlang der Rocky Mountains und der Gebirge der Pazifikküste bis ins nördliche Niederkalifornien.
Alaska besiedelt die Art südlich der Brookskette, kommt aber an der Westküste nur spärlich vor. In Kanada reicht das Areal durch den Süden Yukons und der Northwest Territories sowie unter Auslassung der Prairie Pothole Region durch die südlichen Provinzen bis Neufundland. Die Nordgrenze der Verbreitung verläuft durch das nördliche Ontario und die Mitte Québecs und Labradors.
In den Vereinigten Staaten reicht die Verbreitung an der Westküste durch Teile Washingtons, Oregons und Kaliforniens. Im Süden Kaliforniens ist sie sehr zergliedert und erstreckt sich in Mexiko über Baja California Norte. In den Rocky Mountains sind große Teile Idahos und Utahs, der Westen Montanas, Wyomings und Colorados sowie der Norden Arizonas und New Mexicos besiedelt. Eine kleine Enklave gibt es in den Guadalupe Mountains in Texas. Ferner verläuft der Südrand der Verbreitung durch die Mitte der Großen Seen in Minnesota, Wisconsin und Michigan sowie durch den Westen New Yorks und die Neuenglandstaaten. Zerstreute Vorkommen gibt es in den Appalachen südwärts bis North Carolina.

## Wanderungen
Der Olivflanken-Schnäppertyrann ist ein Langstreckenzieher, dessen Zugwege und Zugdauer zu den längsten in der Nearktis zählen. Er verbringt das Winterhalbjahr in Mittel- und Südamerika und hält sich nur für wenige Monate in den Brutgebieten auf, wenn dort genügend Großinsekten als Nahrung vorhanden sind.
Der Herbstzug beginnt mit einzelnen Exemplaren schon Ende Juli, erreicht zwischen Mitte August und Mitte September seinen Höhepunkt und ist bis spätestens Mitte Oktober abgeschlossen.
Die Hauptüberwinterungsgebiete liegen in Panama und im Bereich der Anden im nordwestlichen Südamerika, wo sie vom nördlichen und westlichen Venezuela südwärts bis ins südöstliche Peru und ins westliche Bolivien reichen. Am häufigsten ist die Art in den kolumbianischen Anden anzutreffen. Gelegentlich überwintert sie auch in anderen Teilen Südamerikas wie den Guyanas, Trinidad, Südvenezuela, im brasilianischen Amazonasbecken und in Südperu. Von Südmexiko bis Guatemala und Belize sowie im Bergland von Costa Rica und Panama ist sie nur unregelmäßiger Wintergast.
Die Winterquartiere werden zwischen Ende März und Anfang Mai geräumt. Die Hauptzugzeit liegt zwischen Ende April und Ende Mai. Die Ankunftsdaten variieren je nach  geografischer Lage; innerhalb der ersten Junidekade treffen jedoch auch die letzten Nachzügler in den Brutgebieten ein.

## Lebensraum
Der Olivflanken-Schnäppertyrann besiedelt Nadelwälder der montanen Stufe und der borealen Zone. Er tritt in Höhen zwischen Meeresspiegel und Waldgrenze auf, ist aber am häufigsten in 920–2130 m Höhe zu finden. In Colorado und New Mexico ist er noch in über 3000 m Höhe Brutvogel. Innerhalb der Waldgebiete ist die Art häufig am Rande von Lichtungen, Schlägen und Waldbrandflächen sowie an natürlichen Übergängen zu Mooren, Sümpfen oder Flussufern zu finden. Wichtig sind abgestorbene und einzeln stehende Bäume, die der Olivflanken-Schnäppertyrann zum Ansitz bei der Nahrungssuche nutzt.

## Ernährung
Der Olivflanken-Schnäppertyrann ernährt sich nahezu ausschließlich von Fluginsekten, die er in Fangflügen von Sitzwarten aus erbeutet. Bei diesen handelt es sich meist um tote, herausstehende Äste von Einzelbäumen, Überhältern oder Bäumen in lichten Waldbeständen. Hauptbeute bilden Hautflügler wie Bienen, Wespen oder Ameisen, aber auch Zweiflügler, Schuppenflügler, Heuschrecken und Libellen zählen zum Nahrungsspektrum.

## Fortpflanzung
Der Olivflanken-Schnäppertyrann führt vermutlich eine monogame Saisonehe, obwohl es auch Fälle gab, in denen nach Verlust einer Brut die Paarbindung aufbrach. Es findet eine Jahresbrut statt.
Die Paarbildung erfolgt mit Ankunft der Weibchen und kann bis zu zwei Wochen in Anspruch nehmen. Die Hauptbrutzeit liegt zwischen Ende Mai / Anfang Juni und Ende Juli mit leichten Verschiebungen je nach geografischer Lage, Höhenlage und Wettereinflüssen.
Der Nistplatz wird vom Weibchen gewählt und befindet sich zwischen 1,5 und 34 m in Nadel-, seltener in Laubbäumen. Das Nest wird vom Weibchen innerhalb von 5 bis 7 Tagen in einiger Entfernung vom Stamm auf mehr oder weniger dicht verwobenen Nadelzweigen an größeren Ästen errichtet. Es handelt sich um einen lose geformten, relativ flachen und kleinen Napf aus Zweigen und Wurzeln. Oft werden auch Bartflechten verbaut. Manchmal wird die Mulde mit Gras, Wurzelchen oder Kiefernnadeln ausgepolstert. Das Nest weist durchschnittlich etwa 11,8 cm, die Nistmulde 7 cm Durchmesser auf.
Das Gelege besteht fast immer aus drei, seltener aus vier oder sogar fünf Eiern von etwa 22 × 16 mm Größe. Auf cremeweißem, beigen oder matt lachsfarbenem Grund tragen sie eine fast mittig, etwas zum stumpfen Ende hin gelagerte Binde aus gräulich bis bräunlichen Flecken. Sie werden vom Weibchen etwa 2 Wochen bebrütet, bevor die Jungen schlüpfen. Beide Eltern füttern und nach 15–19 Tagen fliegen die Jungen aus. Sie sind noch eine Woche auf Fütterungen angewiesen und halten sich noch etwa 10–15 Tage in der Nähe des Nistplatzes auf.

## Bestandsentwicklung
Die Art erreicht ihre größten Populationsdichten im westlichen Nordamerika. Schätzungen zum Gesamtbestand gibt es nicht. Da es in den letzten vierzig Jahren einen signifikanten Bestandsrückgang um etwa 75 % gegeben hat, wurde die Art von der IUCN auf die Vorwarnliste gesetzt  (=Near Threatened – potentiell gefährdet). Vermutlich sind zum Teil Habitatverluste sowie veränderte Methoden in der Forstwirtschaft und damit einhergehender schlechter Bruterfolg ursächlich. Andererseits ist die Waldbewirtschaftung für diese Art vielerorts eher förderlich. Möglicherweise gibt es auch unbekannte Gefährdungsursachen in den Winterquartieren.